# Rally de San Remo
El Rally de San Remo (en italiano: Rally di Sanremo) es una carrera de rally que se disputa anualmente cerca de la ciudad de San Remo, región de Liguria, Italia. Su primera edición se disputó en el año 1928, por lo cual es el rally más antiguo de ese país y fue recuperada en 1961. Desde 1973 hasta 2003 formó parte del Campeonato Mundial de Rally (salvo la edición de 1995), y fue sustituido por el Rally de Cerdeña en 2004. Desde 2006 pasó a ser fecha puntuable para el Intercontinental Rally Challenge. 
El San Remo es una de las pruebas que más se ha modificado a lo largo de su existencia. El rally cambió de nombre, de recorrido y de superficie en múltiples ocasiones, pero solo dos cosas se han mantenido prácticamente inmovibles desde sus inicios: por un lado, la salida y llegada en la población de San Remo y por otro la fecha de celebración, que desde 1972 se disputa en el mes de octubre.
En sus inicios la carrera era un rally de regularidad, como la mayoría de la época, y constaba de un recorrido previo de concentración, en la cual los participantes salían de distintas ciudades para reencontrarse en San Remo y luego realizar un recorrido por los alrededores. Esta parte discurría sobre caminos lentos con muchas piedras sueltas y muy duros. En ocasiones la nieve hacía acto de presencia, puesto que se celebraba en el mes de febrero.
Con el tiempo la prueba fue adquiriendo el formato actual de los rallyes y en varias ocasiones cambió de superficie. Originalmente fue una prueba de tierra, luego se pasó al asfalto y en 1979 se convirtió de nuevo en una prueba mixta, hasta 1997 cuando se convirtió en una prueba de solamente asfalto. El kilometraje también se redujo enormemente, pasando de los 1000 km cronometrados de 1979 a los 400 máximos impuestos por la FIA en 1997. Aunque la sede principal siempre fue San Remo, el rally visitó diferentes localidades italianas, como el centro del país, las regiones de la Toscana o San Marino. En 1973 con la incorporación de la prueba en el mundial en el rally se decidió en muchas ocasiones el ganador del campeonato de marcas o el de pilotos.

## Historia

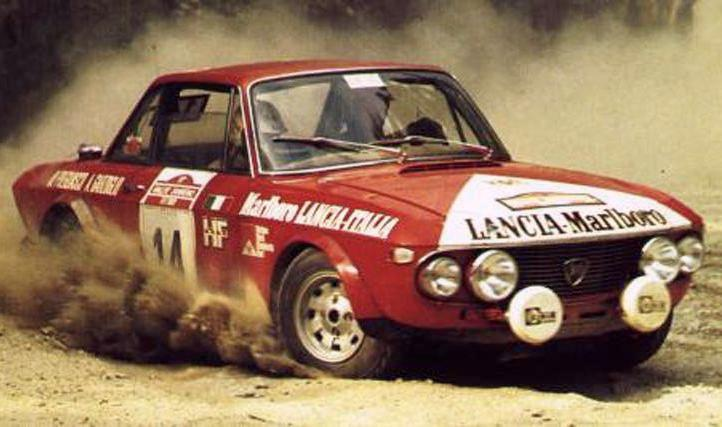
Pregliasco en la edición de 1973.

En 1928 se organizó la primera edición, que por entonces se llamó Rally Internazionale de San Remo y donde venció un oficial del ejército de Rumanía llamado Urdareanu con un Fiat 520. Ese año y la segunda edición celebrada en 1929, donde vencería de nuevo el oficial rumano, se organizaron como una carrera de regularidad a semejanza del Rally de Montecarlo.

### Años 1960
En 1961 se recuperó la prueba, pero bajo el nombre de Rally de las Flores (Rallye dei Fiori), partiendo de la idea de un ingeniero llamado Ighino Longo que planteó la propuesta al presidente del Automóvil Club de San Remo, Ezio Specogna. El recorrido de la prueba la trazó Gianfranco Bianchi, que sería director de carrera hasta la década de 1990, que planeó un rally de regularidad similar al Montecarlo de la época, donde los participantes partieron de varias ciudades de Italia en dirección a San Remo, para posteriormente realizar 500 km en las duras y rotas carreteras prealpinas de la región de Liguria, al norte de la ciudad.
Durante siete años, la prueba siguió disputándose de esta manera y en la que los participantes con automóviles Lancia ganaron cuatro de esas siete ediciones, de las cuales dos fueron para Cella. En 1964 la prueba fue incluida en el calendario del Campeonato de Europa de Rally lo que llevó a que los equipos oficiales se inscribieran en la prueba en los siguientes años.
En 1968 el rally cambió de nombre y adaptó el actual: Rally de San Remo. Ese año el ganador sería el finlandés Pauli Toivonen a bordo de un Porsche 911, en un año donde los inscritos alcanzaron la cifra de 93 equipos y la prueba iba adquiriendo popularidad. Dos años más tarde, en 1970 la prueba se fusionó con el Rally Sestriere, por lo que adoptó el nombre de Rallye d’Italia San Remo-Sestriere, aunque solo adoptaría esta denominación dos años.

### Años 1970
En 1972 la prueba pasó a disputarse en octubre y al año siguiente se incluyó en el calendario del campeonato del mundo. Jean-Luc Thérier a bordo del Alpine-Renault A110 lograría la victoria, la segunda en la prueba italiana, ya que ya había vencido en 1970 también con el Alpine. Poco a poco, el asfaltado de las carreras de montaña obligó a los organizadores a cerrar las al público y a sustituirlos por los de tierra y la prueba empezó a adquirir un formato similar al actual. Sin embargo, en 1979 la prueba volvió a convertirse en un rally mixto, en una de las ediciones más largas, con 3.300 km de recorridos, de los cuales 1.017 eran cronometrados. El ganador fue el italiano Tony Fassina que pilotaba un Lancia Stratos, primer piloto privado que ganaba el rally desde 1961.

### Años 1980

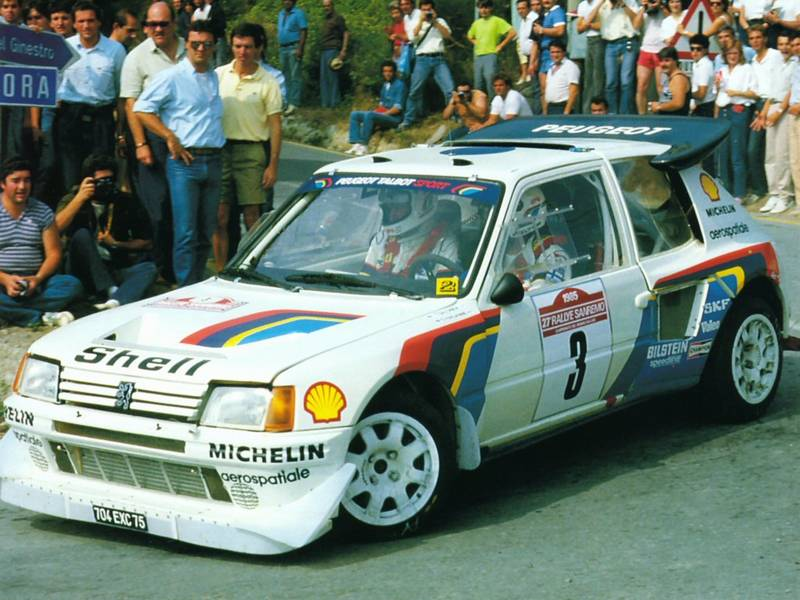
Timo Salonen en 1985.

En 1981 el rally vivió una de sus ediciones con menos participantes, solo 71 coches se presentaron en la salida, aunque la prueba contaba siempre con inscripciones de lujo y los equipos oficiales no faltaban nunca a la cita, como el caso de Lancia. La marca italiana siempre la consideró como la prueba de casa y donde logró la victoria en múltiples ocasiones. En la década los 70 venció en siete ocasiones y de 1986 a 1992 se mostró imbatible logrando el récord de siete victorias consecutivas (incluida la polémica edición del 86).
En 1995 la prueba se salió del calendario del mundial, y solo fue puntuable para Copa del Mundo de Rally de 2 Litros.

### Años 2000
En 2003 el rally se disputó junto al Cataluña y el Córcega, haciendo una mini temporada de asfalto en el calendario del mundial. Al año siguiente fue sustituido por el Rally de Cerdeña. Tras dos años disputándose, en 2006 entró en el calendario del Intercontinental Rally Challenge y se mantuvo hasta 2012. Tras la desaparición de este campeonato en 2013 entró en el calendario del Campeonato de Europa de Rally.

## Palmarés
| Año  | Edición                                | Piloto                | Copiloto                | Automóvil                  | Series  |
| ---- | -------------------------------------- | --------------------- | ----------------------- | -------------------------- | ------- |
| 1928 | Rallye Internazionale di Sanremo       | Urdareanu             |                         | Fiat 520                   |         |
| 1929 | Rallye Internazionale di Sanremo       | Urdareanu             |                         | Fiat 521                   |         |
| 1961 | 1.er Rallye dei Fiori                  | Mario De Villa        | Devilla                 | Alfa Romeo Giulietta       |         |
| 1962 | 2.º Rallye dei Fiori                   | Piero Frescobaldi     | Dorando Malinconi       | Lancia Flavia              |         |
| 1963 | 3.er Rallye dei Fiori                  | Franco Patria         | Orengo                  | Lancia Flavia Coupè        |         |
| 1964 | 4.º Rallye dei Fiori                   | Erik Carlsson         | Gunnar Palm             | Saab 96 Sport              |         |
| 1965 | 5.º Rallye dei Fiori                   | Leo Cella             | Sergio Gamenara         | Lancia Fulvia 2C           |         |
| 1966 | 6.º Rallye dei Fiori                   | Leo Cella             | Luciano Lombardini      | Lancia Fulvia HF           |         |
| 1967 | 7.º Rallye dei Fiori                   | Jean-François Piot    | Claude Roure            | Renault Gordini            |         |
| 1968 | 8.º Rallye di Sanremo                  | Pauli Toivonen        | Martti Tiukkanen        | Porsche 911                | ERC     |
| 1969 | 9.º Rallye di Sanremo                  | Harry Källström       | Gunnar Häggbom          | Lancia Fulvia HF           | ERC     |
| 1970 | 1.erSanremo-Sestriere - Rally d'Italia | Jean-Luc Thérier      | Marcel Callewaert       | Alpine-Renault A110 1600   |         |
| 1971 | 2.º Sanremo-Sestriere - Rally d'Italia | Ove Andersson         | Tony Nash               | Alpine-Renault A110 1600   |         |
| 1972 | 14.º Rallye Sanremo                    | Amilcare Ballestrieri | Arnaldo Bernacchini     | Lancia Fulvia 1.6 Coupé HF |         |
| 1973 | 15.º Rallye Sanremo                    | Jean-Luc Thérier      | Jacques Jaubert         | Alpine-Renault A110 1800   | WRC     |
| 1974 | 16.º Rallye Sanremo                    | Sandro Munari         | Mario Mannuci           | Lancia Stratos HF          | WRC     |
| 1975 | 17.º Rallye Sanremo                    | Björn Waldegård       | Hans Thorszelius        | Lancia Stratos HF          | WRC     |
| 1976 | 18.º Rallye Sanremo                    | Björn Waldegård       | Hans Thorszelius        | Lancia Stratos HF          | WRC     |
| 1977 | 19.º Rallye Sanremo                    | Jean-Claude Andruet   | Christian Delferrier    | Fiat 131 Abarth            | WRC     |
| 1978 | 20.º Rallye Sanremo                    | Markku Alén           | Ilkka Kivimäki          | Lancia Stratos HF          | WRC     |
| 1979 | 21.er Rallye Sanremo                   | Antonio Fassina       | Mauro Mannini           | Lancia Stratos HF          | WRC     |
| 1980 | 22.º Rallye Sanremo                    | Walter Röhrl          | Christian Geistdörfer   | Fiat 131 Abarth            | WRC     |
| 1981 | 23.er Rallye Sanremo                   | Michèle Mouton        | Fabrizia Pons           | Audi Quattro               | WRC     |
| 1982 | 24.º Rallye Sanremo                    | Stig Blomqvist        | Björn Cederberg         | Audi Quattro               | WRC     |
| 1983 | 25.º Rallye Sanremo                    | Markku Alén           | Ilkka Kivimäki          | Lancia Rally 037           | WRC     |
| 1984 | 26.º Rallye Sanremo                    | Ari Vatanen           | Terry Harriman          | Peugeot 205 Turbo 16       | WRC     |
| 1985 | 27.º Rallye Sanremo                    | Walter Röhrl          | Christian Geistdörfer   | Audi Quattro S1            | WRC     |
| 1986 | 28.º Rallye Sanremo                    | Markku Alén           | Ilkka Kivimäki          | Lancia Delta S4            | WRC     |
| 1987 | 29.º Rallye Sanremo                    | Miki Biasion          | Tiziano Siviero         | Lancia Delta HF 4WD        | WRC     |
| 1988 | 30.º Rallye Sanremo - Rallye d'Italia  | Miki Biasion          | Tiziano Siviero         | Lancia Delta Integrale     | WRC     |
| 1989 | 31.er Rallye Sanremo - Rallye d'Italia | Miki Biasion          | Tiziano Siviero         | Lancia Delta Integrale 16V | WRC     |
| 1990 | 32.º Rallye Sanremo - Rallye d'Italia  | Didier Auriol         | Bernard Occelli         | Lancia Delta Integrale 16V | WRC     |
| 1991 | 33.er Rallye Sanremo - Rallye d'Italia | Didier Auriol         | Bernard Occelli         | Lancia Delta Integrale 16V | WRC     |
| 1992 | 34.º Rallye Sanremo - Rallye d'Italia  | Andrea Aghini         | Sauro Farnocchia        | Lancia Delta HF Integrale  | WRC     |
| 1993 | 35.º Rallye Sanremo - Rallye d'Italia  | Franco Cunico         | Stefano Evangelisti     | Ford Escort RS Cosworth    | WRC     |
| 1994 | 36.º Rallye Sanremo - Rallye d'Italia  | Didier Auriol         | Bernard Occelli         | Toyota Celica Turbo 4WD    | WRC     |
| 1995 | 37.º Rallye Sanremo - Rallye d'Italia  | Piero Liatti          | Alessandro Alessandrini | Subaru Impreza 555         | C2L     |
| 1996 | 38.º Rallye Sanremo - Rallye d'Italia  | Colin McRae           | Derek Ringer            | Subaru Impreza 555         | WRC     |
| 1997 | 39.º Rallye Sanremo - Rallye d'Italia  | Colin McRae           | Nicky Grist             | Subaru Impreza WRC         | WRC     |
| 1998 | 40.º Rallye Sanremo - Rallye d'Italia  | Tommi Mäkinen         | Risto Mannisenmäki      | Mitsubishi Lancer Evo 5    | WRC     |
| 1999 | 41.er Rallye Sanremo - Rallye d'Italia | Tommi Mäkinen         | Risto Mannisenmäki      | Mitsubishi Lancer Evo 6    | WRC     |
| 2000 | 42.º Rallye Sanremo - Rallye d'Italia  | Gilles Panizzi        | Hervé Panizzi           | Peugeot 206 WRC            | WRC     |
| 2001 | 43.er Rallye Sanremo - Rallye d'Italia | Gilles Panizzi        | Hervé Panizzi           | Peugeot 206 WRC            | WRC     |
| 2002 | 44.º Rallye Sanremo - Rallye d'Italia  | Gilles Panizzi        | Hervé Panizzi           | Peugeot 206 WRC            | WRC     |
| 2003 | 45.º Rallye Sanremo - Rallye d'Italia  | Sébastien Loeb        | Daniel Elena            | Citroën Xsara WRC          | WRC     |
| 2004 | 46.º Rallye Sanremo                    | Renato Travaglia      | Flavio Zanella          | Peugeot 206 S1600          |         |
| 2005 | 47.º Rallye Sanremo                    | Alessandro Perico     | Fabrizio Carrara        | Renault Clio S1600         |         |
| 2006 | 48.º Rallye Sanremo                    | Paolo Andreucci       | Anna Andreussi          | Fiat Grande Punto S2000    | IRC     |
| 2007 | 49.º Rallye Sanremo                    | Luca Rossetti         | Matteo Chiarcossi       | Peugeot 207 S2000          | IRC     |
| 2008 | 50.º Rallye Sanremo                    | Giandomenico Basso    | Mitia Dotta             | Abarth Grande Punto S2000  | IRC     |
| 2009 | 51.er Rallye Sanremo                   | Kris Meeke            | Paul Nagle              | Peugeot 207 S2000          | IRC     |
| 2010 | 52.º Rallye Sanremo                    | Paolo Andreucci       | Anna Andreussi          | Peugeot 207 S2000          | IRC     |
| 2011 | 53.er Rallye Sanremo                   | Thierry Neuville      | Nicolas Gilsoul         | Peugeot 207 S2000          | IRC     |
| 2012 | 54.º Rallye Sanremo                    | Giandomenico Basso    | Mitia Dotta             | Ford Fiesta RRC            | IRC     |
| 2013 | 55.º Rallye Sanremo                    | Giandomenico Basso    | Mitia Dotta             | Peugeot 207 S2000          | ERC     |
| 2014 | 56.º Rallye Sanremo                    | Umberto Scandola      | Guido D'Amore           | Škoda Fabia S2000          | Erc Cup |
| 2015 | 62.º Rallye Sanremo                    | Paolo Andreucci       | Anna Andreussi          | Peugeot 208 T16            |         |
| 2016 | 63.er Rallye Sanremo                   | Paolo Andreucci       | Anna Andreussi          | Peugeot 208 T16            |         |
| 2017 | 64.º Rallye Sanremo                    | Paolo Andreucci       | Anna Andreussi          | Peugeot 208 T16            |         |
| 2018 | 65.º Rallye Sanremo                    | Paolo Andreucci       | Anna Andreussi          | Peugeot 208 T16            |         |
| 2019 | 66.º Rallye Sanremo                    | Craig Breen           | Paul Nagle              | Škoda Fabia R5             |         |

### Ganadores
El piloto con más victorias en Paolo Andreucci con seis victorias. Le sigue Markku Alén, Miki Biasion, Didier Auriol, Gilles Panizzi y Giandomenico Basso, todos con tres victorias.
| # | Piloto             | Victorias | Años                               |
| - | ------------------ | --------- | ---------------------------------- |
| 1 | Paolo Andreucci    | 6         | 2006, 2010, 2015, 2016, 2017, 2018 |
| 2 | Markku Alén        | 3         | 1978, 1983, 1986                   |
| 2 | Miki Biasion       | 3         | 1987, 1988, 1989                   |
| 2 | Didier Auriol      | 3         | 1990, 1991, 1994                   |
| 2 | Gilles Panizzi     | 3         | 2000, 2001, 2002                   |
| 2 | Giandomenico Basso | 3         | 2008, 2012, 2013                   |
| 3 | Urdareanu          | 2         | 1928, 1929                         |
| 3 | Leo Cella          | 2         | 1965, 1966                         |
| 3 | Jean-Luc Thérier   | 2         | 1970, 1973                         |
| 3 | Björn Waldegård    | 2         | 1975, 1976                         |
| 3 | Walter Röhrl       | 2         | 1980, 1985                         |
| 3 | Colin McRae        | 2         | 1996, 1997                         |
| 3 | Tommi Mäkinen      | 2         | 1998, 1999                         |